# Muséum d'histoire naturelle de Rennes
Le muséum d’histoire naturelle de Rennes est un musée consacré aux sciences naturelles ayant existé à Rennes de 1840 à 1944. Sa collection, méconnue du grand public, est située aujourd'hui dans les locaux de l’université Rennes-I sur le campus de Rennes-Beaulieu. Elle a connu une histoire riche en rebondissements.

## Historique

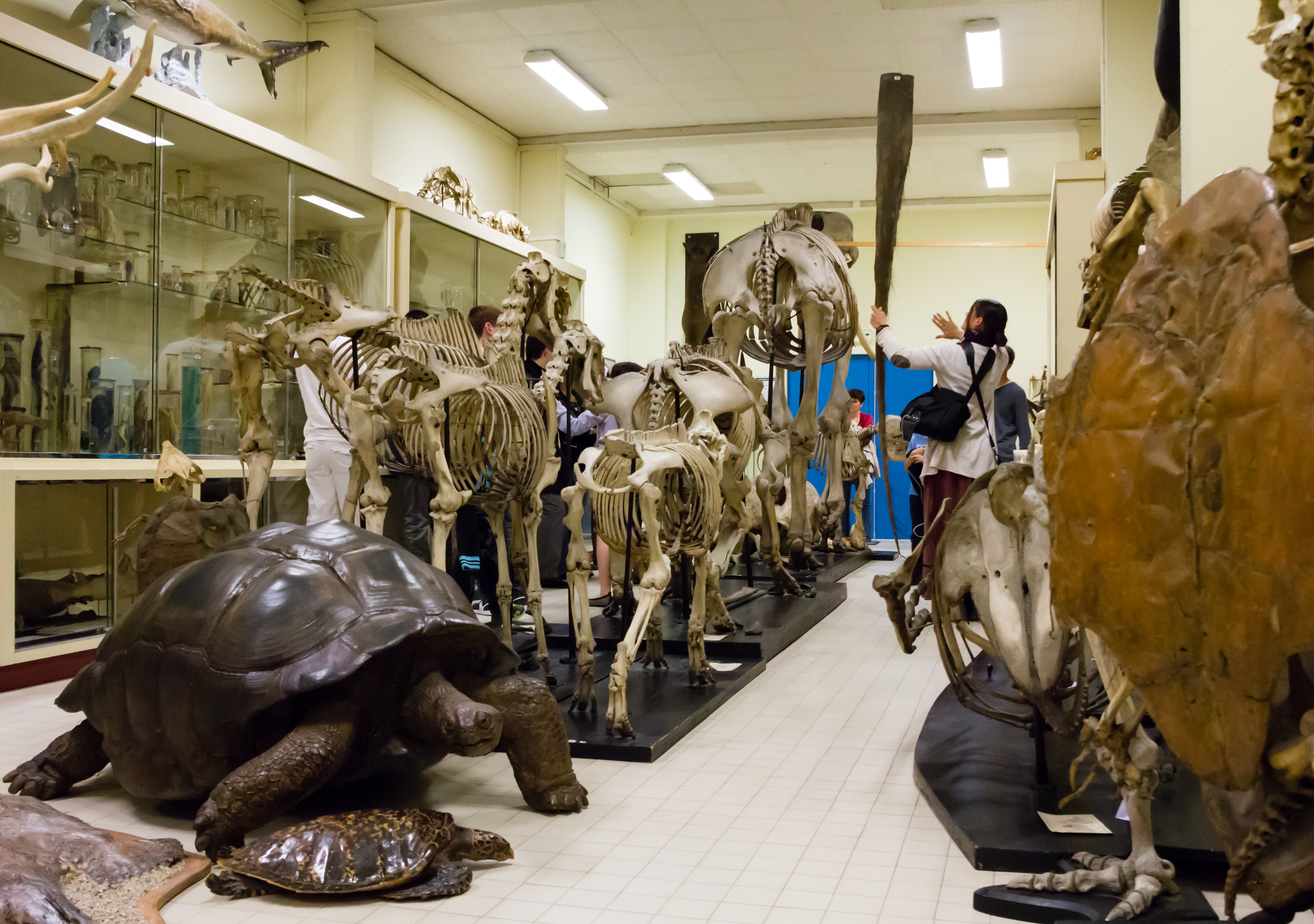
Une partie des collections dans la galerie de zoologie lors de la Nuit européenne des musées en 2014.

L’origine des collections, tout comme celles des bibliothèques de Rennes ou du musée des beaux-arts de Rennes proviennent des collections de Christophe-Paul de Robien, saisies lors des confiscations révolutionnaires qui, par la loi du 27 janvier 1794, devinrent la propriété du district de Rennes.
Est alors créé un Muséum national d'Histoire naturelle et des Arts à Rennes, Les collections (livres, œuvres d’art, collections de zoologie, géologie, botanique...) sont alors exposées dans le palais Saint-Melaine au début du XIXe siècle. 
Les collections sont ensuite conservées (mais non présentées au public) dans les greniers de l'Hôtel de ville de Rennes au milieu du XIXe siècle, puis au palais de l'évêché.
La création de la Faculté des sciences en 1840 sépare le fonds municipal du fonds universitaire. Celui-ci est exposé dans le palais universitaire nouvellement créé sur les quais (actuel musée des beaux-arts). Les collections sont alors à nouveau présentées au public, et un conservateur Toussaint Bézier est nommé en 1887.
La destruction des ponts sur la Vilaine lors de la libération de Rennes en 1944 touchent les collections qui sont alors mises à l’abri de manière dispersée. La municipalité cède alors son fonds à l’Université de Rennes. Les collections sont stockées, hors de la vue du public, dans le Palais universitaire Pasteur jusqu'en 1967. 
L’ouverture du Campus de Beaulieu entraîne le transfert des collections dans ce nouveau lieu.
Plusieurs projets ont été proposées pour faire renaître le muséum, en 1968, 1973 et 1982. La création du CCSTI de Rennes en 1984 ne prend pas en compte la valorisation de ces collections. Les collections sont aujourd’hui stockées avec accès pour les étudiants, et parfois présentées au grand public à l’occasion d'opérations portes ouvertes.

## Liste des conservateurs
- Toussaint Bézier (1887-1925)
- Fernand Kerforne (1926-1927)
- Constant Houlbert (1927-1947)